# Wiesensteig
Wiesensteig est une ville de Bade-Wurtemberg (Allemagne), située dans l'arrondissement de Göppingen, dans la région de Stuttgart, dans le district de Stuttgart.

## Histoire
Wiesensteig a été le siège de l'abbaye de Wiesensteig, fondée au IXe siècle et fermée en 1803.